# Colonia Polanco

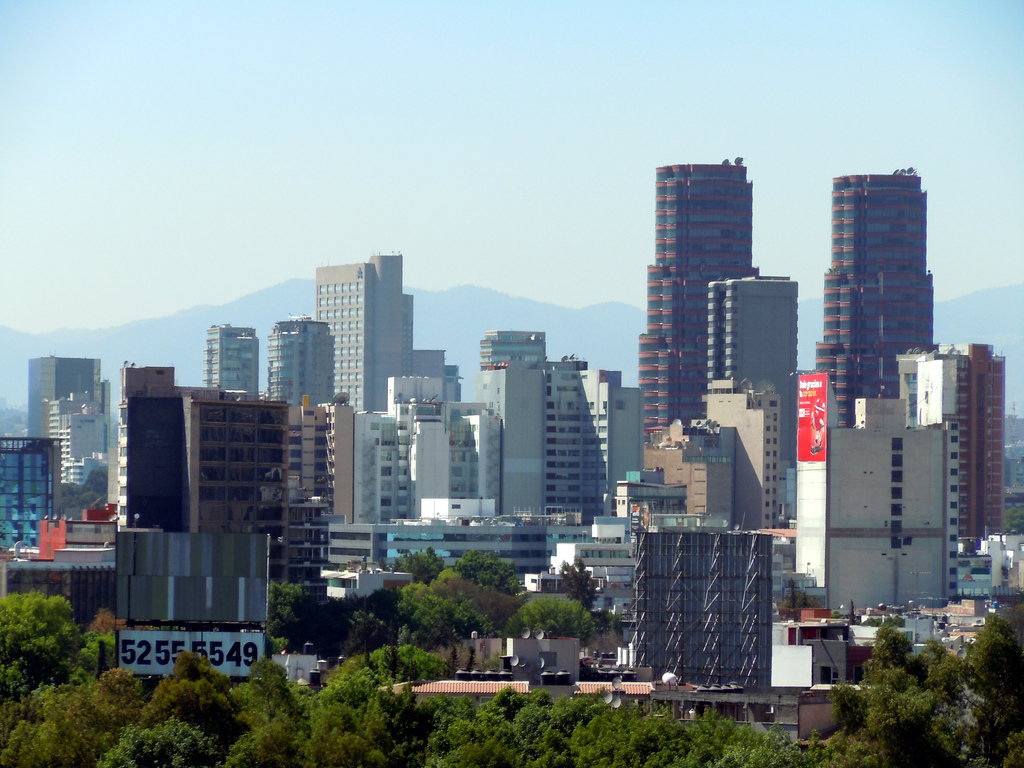
Polanco

Die Colonia Polanco ist ein nordwestlicher Stadtteil von Mexiko-Stadt und gehört zum Bezirk Miguel Hidalgo. Polanco gehört seit mehreren Jahrzehnten zu den gehobenen Vierteln in der Stadt.
Zu den wichtigsten Straßen der Colonia Polanco zählen die Avenida Presidente Masaryk und der Campos Eliseos.
Obwohl Polanco in großen Teilen eine Wohngegend ist, finden sich auch einige Büros und Einzelhandelsläden. Viele ausländische Botschaften haben sich in Polanco angesiedelt, darunter Australien und Österreich. Auch die deutsche Botschaft hatte lange ihren Sitz in Polanco, zog aber 2006 in ein neues Gebäude in der angrenzenden Colonia Los Morales. Bekannt ist Polanco auch für die Ansiedlung von Luxushotels am Campos Eliseos, dort finden sich in unmittelbarer Nachbarschaft das Hotel Nikko, Hotel Presidente InterContinental und das W Hotel, nicht weit davon ist auch das JW Marriott Hotel.

## Bevölkerung
Auf Grund der relativen Sicherheit im Stadtviertel und der angenehmen Umgebung ist Polanco auch bei Expats unterschiedlichster Nationalitäten sehr beliebt. Auf Grund der hohen Miet- und Kaufpreise findet man in Polanco hauptsächlich Mexikaner aus wohlhabenden Schichten.

## Architektur
Obwohl teilweise unansehnliche Hochhäuser aus den 1960ern und -70ern das Bild von Polanco dominieren, findet man immer noch sehr schöne alte Häuser im Kolonialstil. In jüngster Zeit wird die Architektur wieder ansehnlicher. Einige Häuser im modernen mexikanischen Stil sind entstanden, darunter auch der Palacio Hierro.

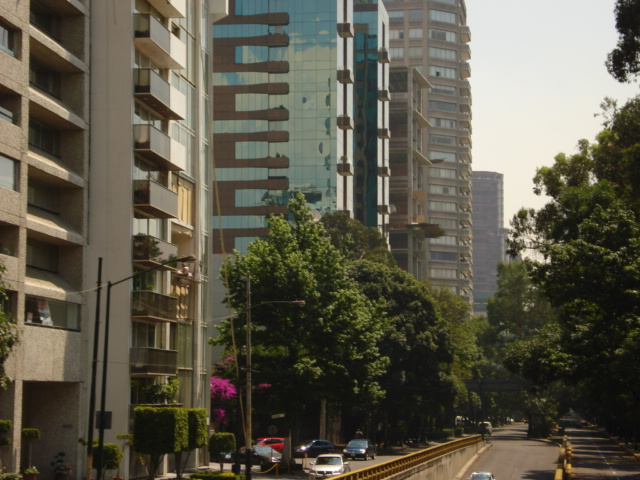
Gebäude in Polanco
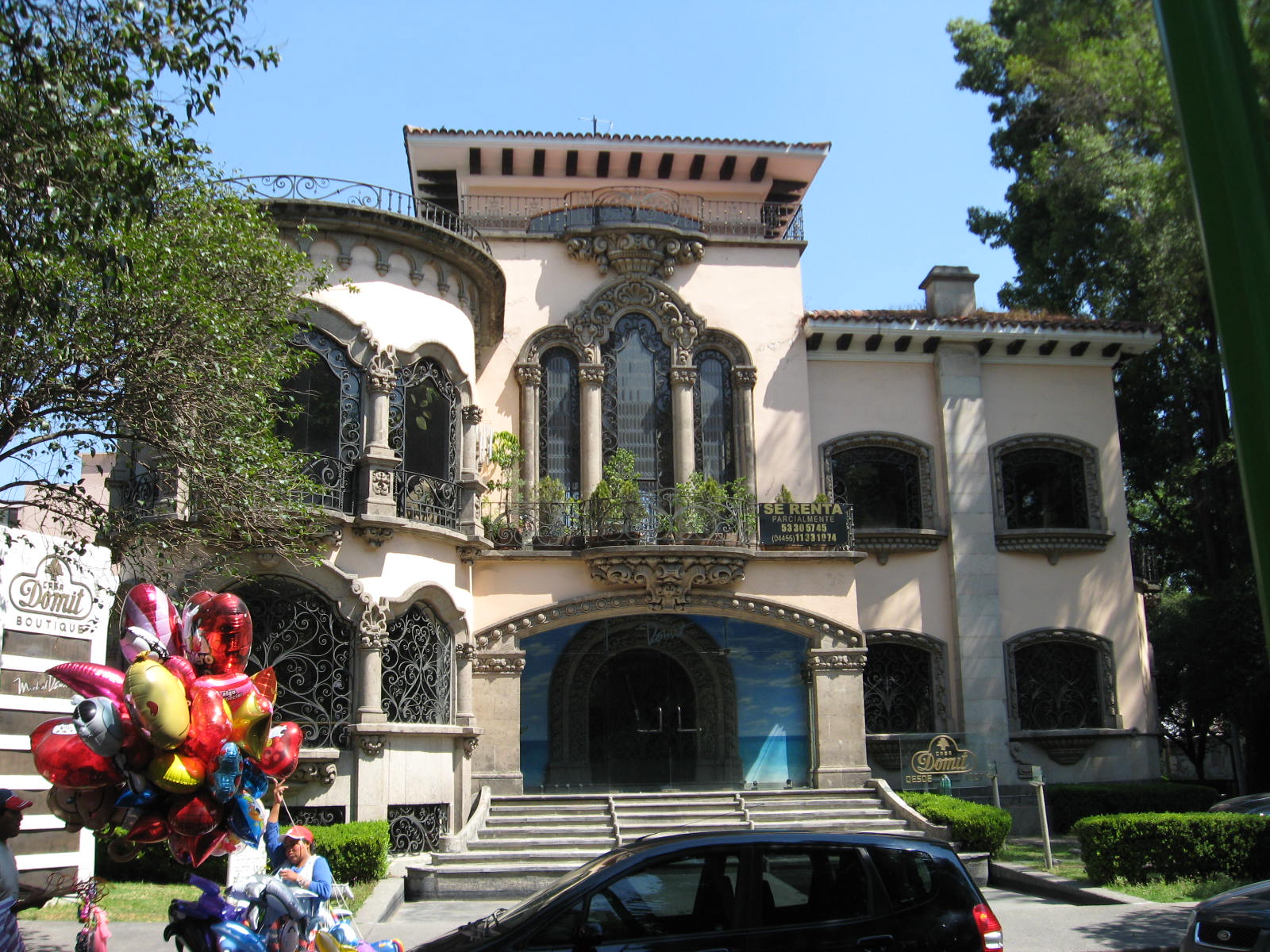
Haus in Polanco
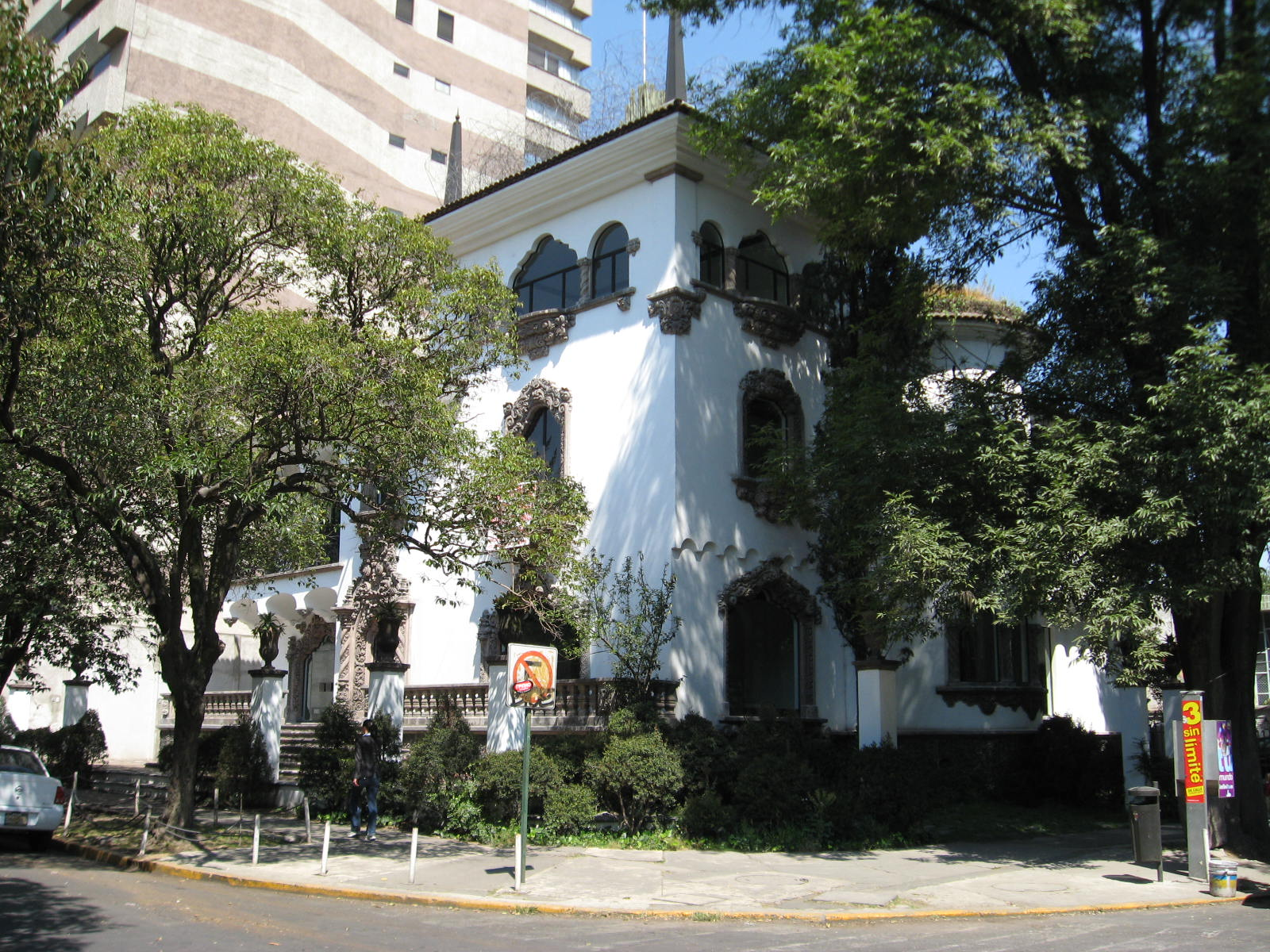
Haus in Polanco
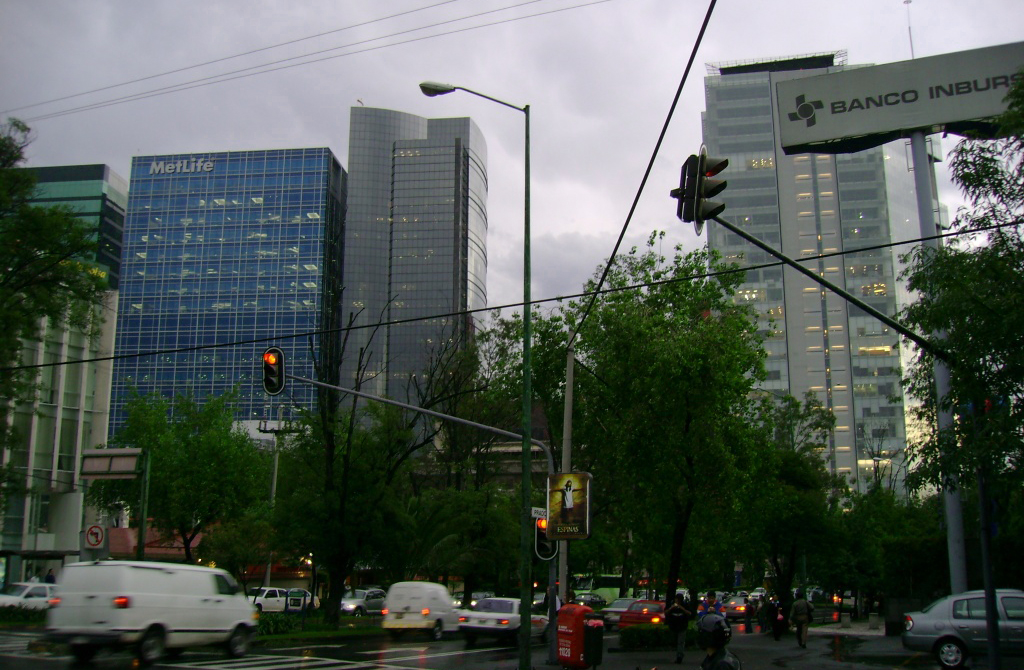
Gebäude in Polanco
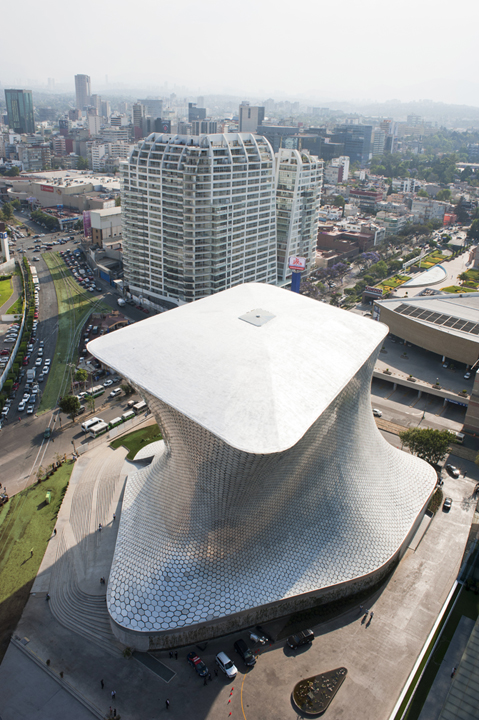
Soumaya museum, Polanco

## Einzelhandel
Polanco ist ein wichtiges Einkaufsviertel, insbesondere für bessere und Luxusgüter.

### Einkaufsstraße
Avenida Presidente Masaryk ist die bekannteste Einkaufsstraße Mexikos für Luxusgütere; hier sind Laden internationalen Betrieben wie Gucci, Louis Vuitton, Cartier, Hugo Boss, Suit Supply usw., und auch des Mexikanischen Modedesign z. B. Lorena Saravia, Lago DF und IKAL.

### Kaufhäuser
Diese und andere Luxusmerken (Dior, Chanel, Burberry, Prada, Saint Laurent, Coach, Ferragamo y Fendi, Loewe, Michael Kors, Miu Miu) sind auch zu finden, teilweise als separater store-within-a-store, im größten Kaufhaus Lateinamerikas, El Palacio de Hierro Polanco (auch El Palacio de los Palacios genannt, 55.248 m²), freiständig. El Palacio hat auch ein Feinschmecker- u. Food Etage mit 25 Restaurants und Stands von in der Stadt berühmter Restaurants z. B. Los Panchos, Maque, Jasso, El encanto de Lola, El Califa und Ojo de Agua.
Noch ein freiständiges Warenhaus ist der Liverpool, mit 37.073 m² Opperfläche, auch mit großer Feinschmecker- und Food Etage. Daneben ist das Einkaufszentrum auch von der Gruppe El Puerto de Liverpool, Galerías Polanco.

### Einkaufszentren
Es gibt viele Einkaufszentren in Polanco und dem angrenzenden Neubauviertel Nuevo Polanco u. a.:
- Antara Polanco (51.000 m² mit Casa Palacio-Warenhaus, casino, und Cinemex Kinoplex)[3]
- Centro Comercial Polanco (mit Chedraui Select-Hypermarkt und Costco-Mitgliedshypermarkt)
- Galerías Polanco (neben dem freiständigen Liverpool-Warenhaus, mit Pottery Barn, West Elm, und Williams-Sonoma)[4]
- Miyana - Mischnutzungskomplex (mixed-use development) mit Einkaufszentrum (27.200 m²) mit Soriana-Hypermarkt und VIP-Cinépolis-Kinoplex; 522.000 m², inklusive Büro- und Wohntürmen[5]
- Pabellón Polanco (mit Sears-Warehhaus und Cinemex-Kinoplex)[6]
- Plaza Carso - Mischnutzungskomplex: América Móvil- u. a. Büros, Telcel-Theater, Museo Soumaya, Colección Jumex-Museum, Einkaufszentrum von 48.090 m² mit bis 2020 ein Saks Fifth Avenue[7]-Warenhaus, Cinépolis-Kinoplex und City Market-Supermarkt[8]

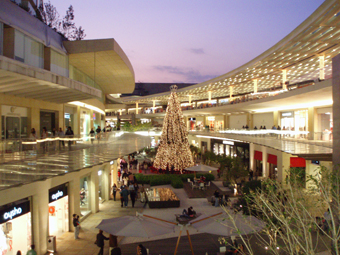
Antara Polanco-Einkaufszetrum
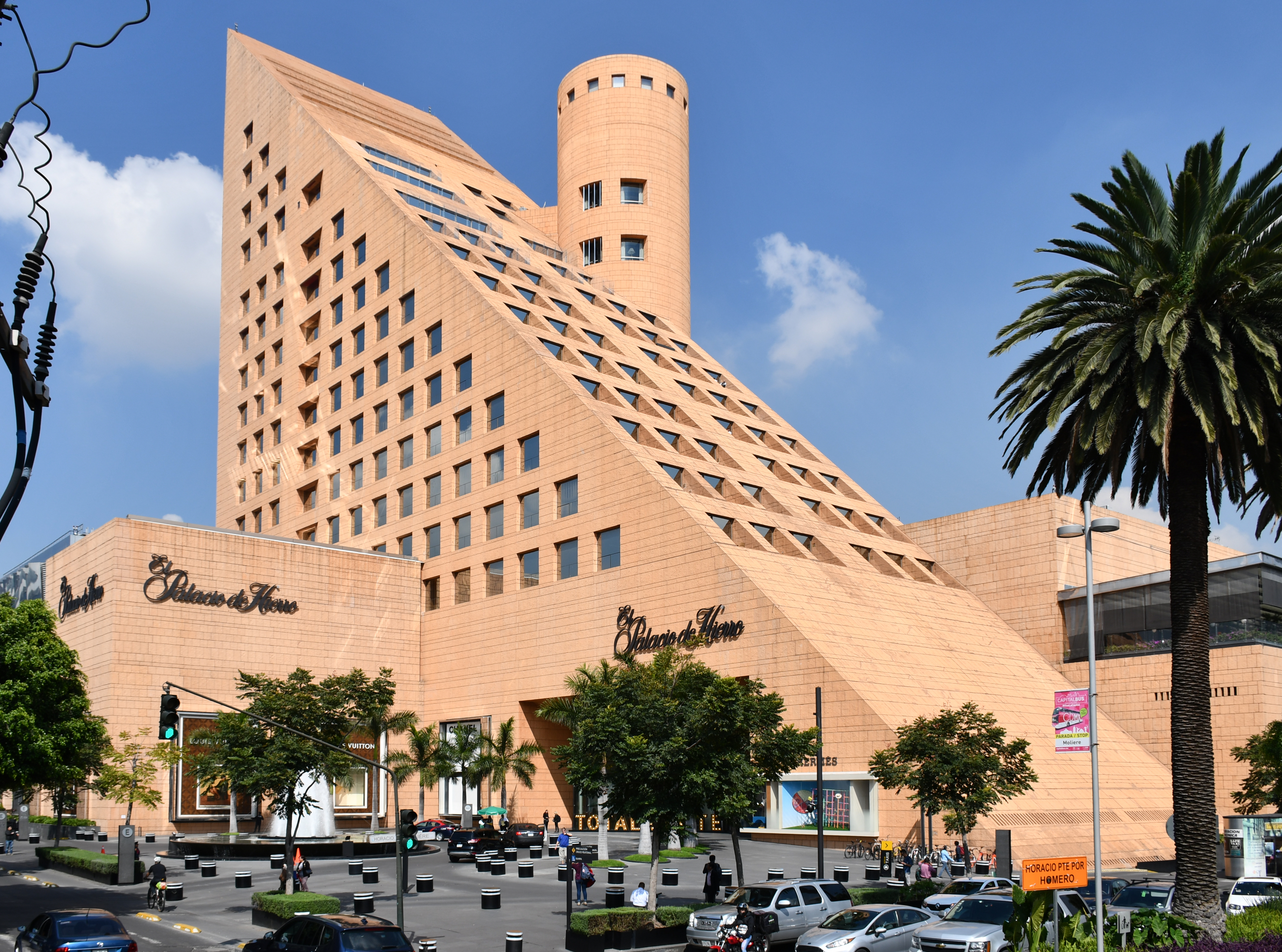
Palacio de Hierro Kaufhaus
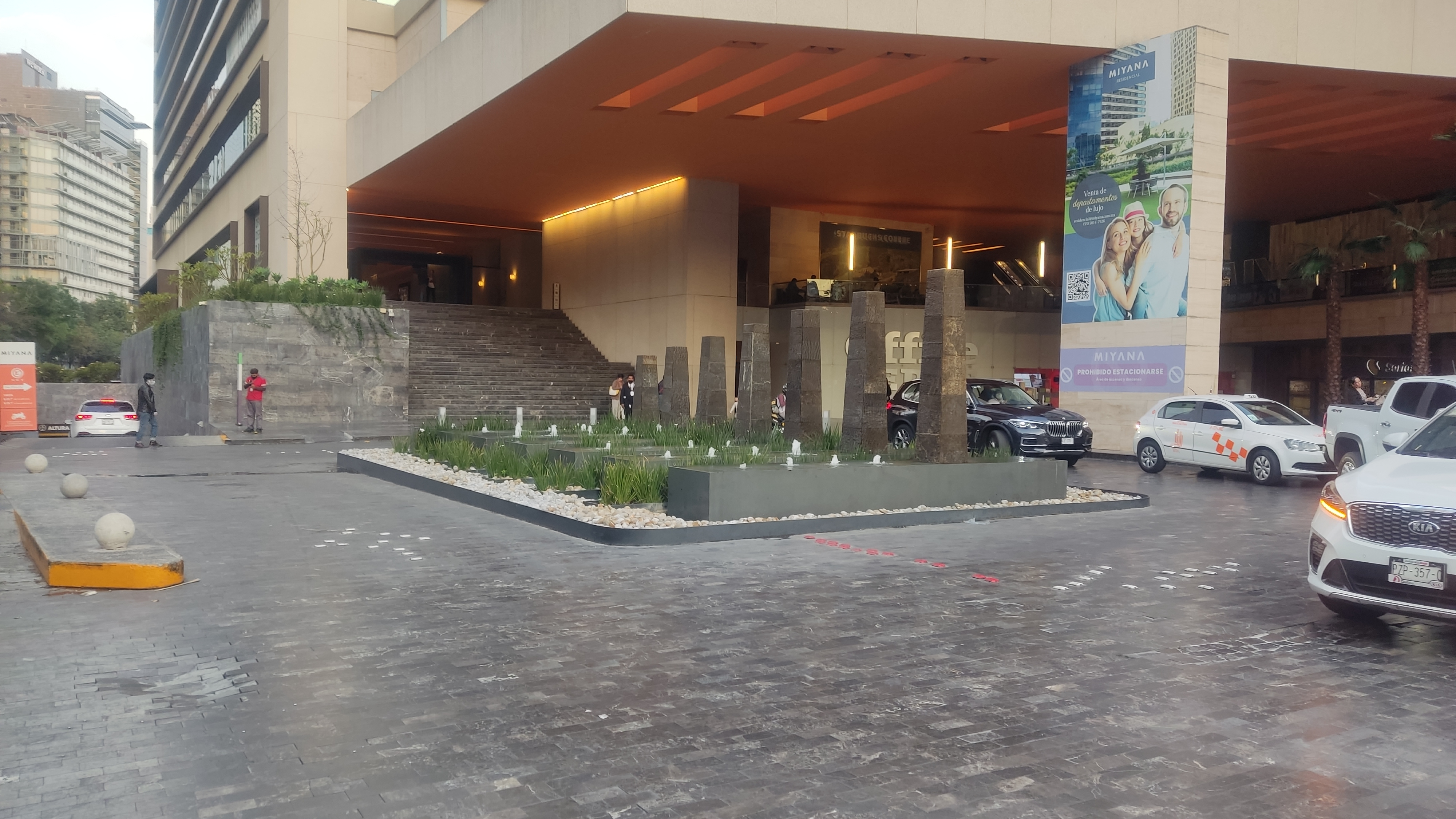
Eingang zum Miyana-Komplex
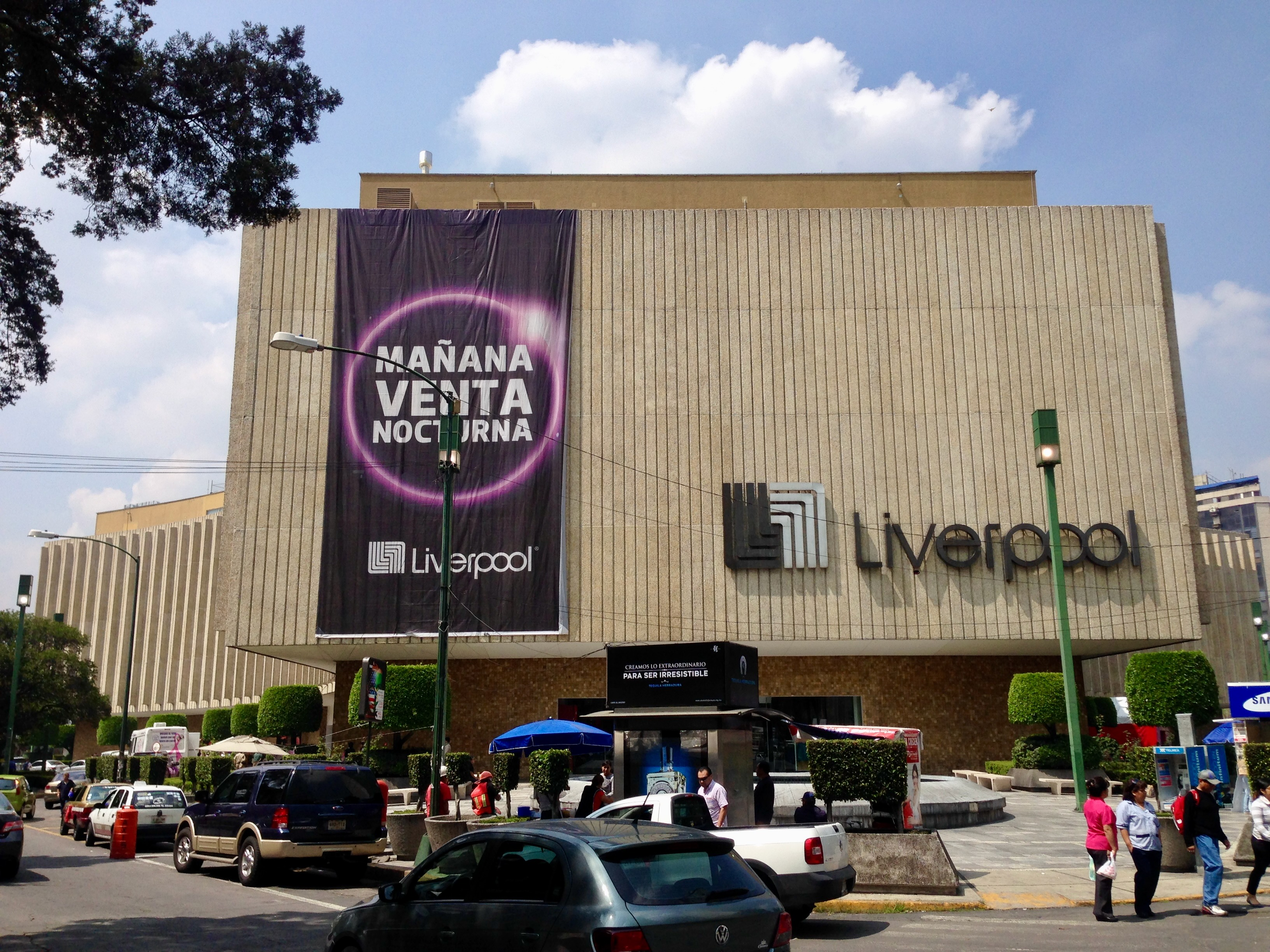
Liverpool-Warenhaus
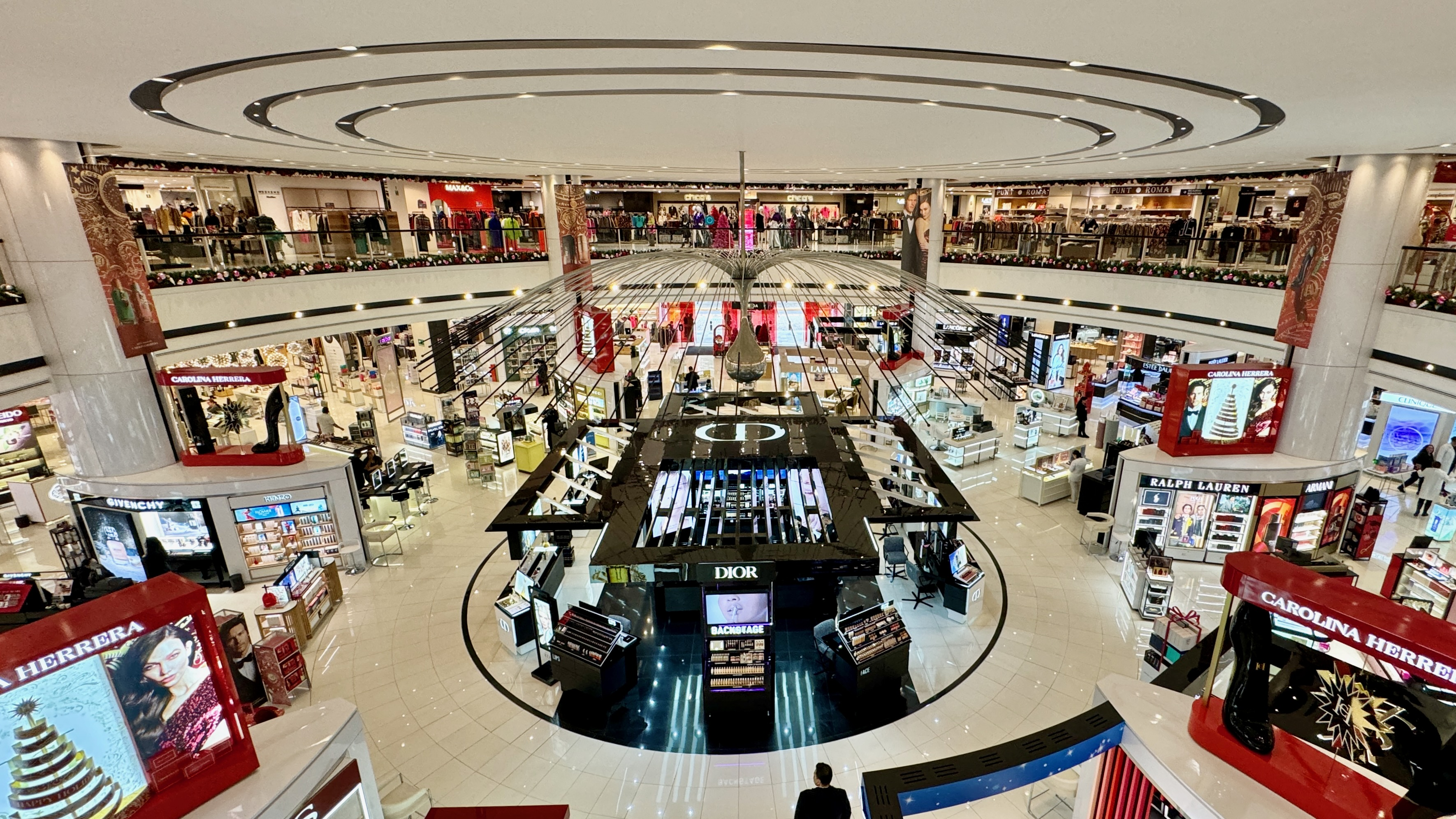
Kosmetikahalle, Erdgeschoß Liverpools
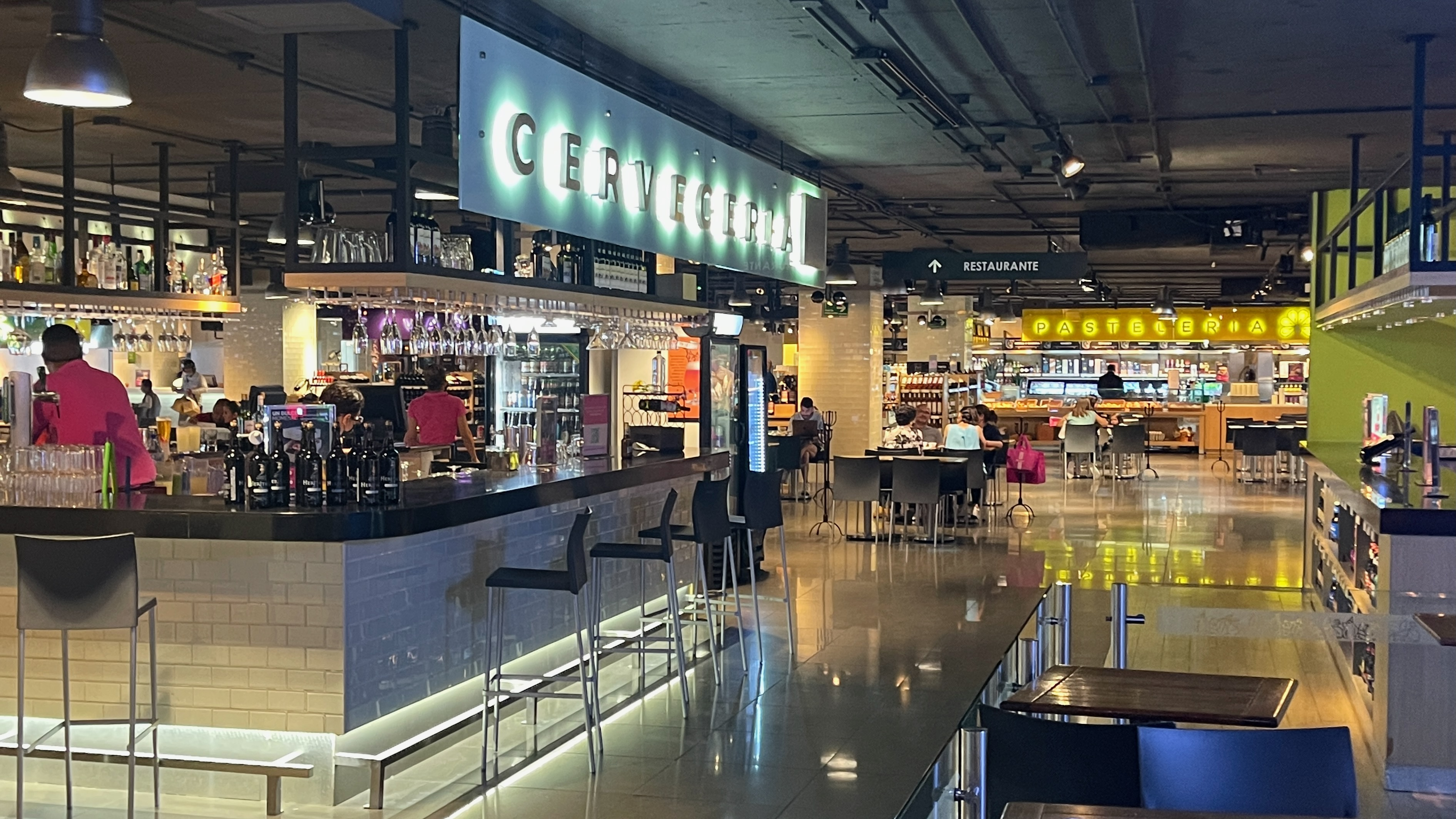
Food Etage, Liverpool